# Vasco Anes Corte-Real
Vasco Anes Corte-Real ou Vasqueanes Corte-Real, né à Tavira vers 1450 et mort à Évora le 26 février 1537, est un navigateur et conquistador portugais.
Deuxième Capitaine du donataire de Angra et São Jorge, il succède à ce poste à son père João Vaz Corte-Real,.

## Biographie
Il est probablement né en Algarve, peut-être à Tavira, de João Vaz Corte-Real et de sa femme Maria Abarca. Il accompagne ses parents lorsqu'ils s'installent, vers 1474, à Angra, à la suite de la nomination de son père au poste de capitaine du donataire sur l' île de Terceira. Il a six frères et sœurs : Miguel Corte-Real, Gaspar Corte-Real, Joana Vaz Côrte-Real, Iria Corte-Real, Lourenço Vaz Corte-Real et Isabel Corte-Real.
Comme son père, Vasco Anes Corte Real est chevalier de la Maison Royale, au service du roi Don Manuel. En plus d'être capitaine du donataire, il est maire de Tavira, en Algarve. Il est également surveillant du Trésor royal, poste qu'il occupe déjà en 1497, et du conseil de Don Manuel, au moins depuis 1518.
Il se bat au Maroc, où, en 1495, il devient célèbre en capturant le chef maure Ali ibne Raxide Alálame (pt), dénommé Ali Barraxo ou Mulei Barraxo dans les sources portugaises.
En tant que fils aîné, il succède à son père, João Vaz Corte-Real, dans les capitaineries d'Angra et de l'île de São Jorge, dans lesquelles il est confirmé par lettre du 2 juillet 1497. Il reçoit également propriété des métiers de l'île de Garça, qu'il avait essayé en vain de découvrir.
Il reçoit de nombreuses autres faveurs royales, notamment, en 1500, le monopole de la vente du sel de l'île de Terceira. Le même roi lui a également accordé la donation de tout ce que ses frères Gaspar et Miguel Corte-Real avaient découvert lors de leurs voyages à Terra Nova dos Bacalhaus, voyages auxquels il a lui-même contribué.
Le roi Don Manuel l'empêche de partir pour la côte nord-américaine à la recherche de ses deux frères qui y ont disparu lors des voyages de 1500 à 1502,,.